# Maggie McNamara
Marguerite "Maggie" McNamara (New York, 1928. június 18. – New York, 1978. február 18.) Oscar-díjra jelölt amerikai színésznő, modell. 
Karrierjét modellként kezdte, majd rövid életű színészpályafutásába kezdett. Leghíresebb filmje a maga korában szokatlanul szókimondó The Moon Is Blue.

## Élete
McNamara 1928-ban született New Yorkban ír származású családban. Édesapja Timothy McNamara és édesanyja Helen Fleming még három gyermeket neveltek, Helent, Cathleent és Robertet, de amikor McNamara kilencéves lett, szülei elváltak. McNamara a New York-i Textile Középiskolába járt, majd modellkedett és tánc- és drámaórákat vett. Az egyik leghíresebb modell volt a John Robert Powers ügynökségen, 1950-ben a Life magazin címlapjára került. A kép felkeltette a híres producer, David O. Selznick érdeklődését, és szerződést kínált McNamarának, amit ő elutasított.
McNamarára először a színpadon figyeltek fel, amikor 1951-ben szerepelt a The King of Friday's Menben, valamint a The Moon Is Blue című színműben is játszott. Otto Premingernek tetszett az előadása, és mikor 1953-ban az utóbbit megfilmesítette, McNamarát kérte fel a főszerepre, amit az ifjú színésznő el is vállalt. A film komoly ellenállásba ütközött, és több amerikai államban is betiltották, mint Kansasban és Ohióban a szóhasználata miatt: ezek voltak a "csábítás", "szerető", "szűz" és "várandós". A bonyodalmak ellenére a produkció kasszasiker lett és híressé tette McNamarát, akit BAFTA-díjra és Oscar-díjra is jelöltek színjátékáért. Népszerűsége tovább növekedett, amikor 1954-ben szerepelt a Három pénzdarab a szökőkútban című romantikus vígjátékban, ami a kritikától pozitív visszajelzésre lelt és két Oscar-díjat is begyűjtött legjobb operatőr és betétdal kategóriában.
McNamara következő projektje az életrajzi film Prince of Players címmel volt, amely Edwin Booth előtt rótta le tiszteletét. A színésznő ezután eltűnt egy időre a filmvilágból. 1962-ben a Step on a Crack című színdarabban lépett fel a Broadwayn. 1963-tól a televízióban is látható volt. Fontosabb vendégszereplései voltak a Ben Caseyben és az Alkonyzónában. Ugyanebben az évben utoljára tért vissza a mozivászonra Otto Preminger filmjében, a The Cardinalban. 
McNamara 1964-ig színészkedett, majd nyugdíjba ment, innentől kezdve keveset tudni róla. Halála után derült ki, hogy egy forgatókönyvön dolgozott, ami a The Mighty Dandelion címet viselte.

### Magánélete
1951-ben férjhez ment a színész, rendező David Swifthez, a házassága azonban válással végződött. Többen is úgy ítélték meg, hogy a törést a színésznő karrierjében a válása hozta meg, mások szerint a népszerűvé válásával is harcolt. Nem volt hajlandó Los Angelesbe költözni, és a promóciós rendezvényeken sem akart részt venni. Gyermeke nem született, de kapcsolatban volt még Walter Bernstein forgatókönyvíróval.
McNamara önkezével vetett véget az életének: altatót vett be. 1978. február 18-án találtak rá a kanapéján egy búcsúlevelet hagyva a zongorán.

## Filmográfia

### Színpadi szerepek
| Év   | Cím                      | Szerep      | Színház                 |
| ---- | ------------------------ | ----------- | ----------------------- |
| 1951 | The King of Friday's Men | Una Brehony | Playhouse Theatre       |
| 1962 | Step on a Crack          | Naomi Mazer | Ethel Barrymore Theatre |

### Filmek
| Év   | Cím                                                         | Szerep                       |
| ---- | ----------------------------------------------------------- | ---------------------------- |
| 1953 | The Moon Is Blue                                            | Patty O'Neill                |
| 1953 | Die Jungfrau auf dem Dach                                   | turista (nincs a stáblistán) |
| 1954 | Három pénzdarab a szökőkútban (Three Coins in the Fountain) | Maria Williams               |
| 1955 | Prince of Players                                           | Mary Devlin Booth            |
| 1963 | The Cardinal                                                | Florrie                      |

### Televíziós sorozatok
| Év   | Cím                             | Szerep (zárójelben az évad (S) és/vagy az epizód (E) száma) |
| ---- | ------------------------------- | ----------------------------------------------------------- |
| 1949 | The Aldrich Family              | Ricki Peterson (?)                                          |
| 1950 | The Clock                       | ? (S2E01)                                                   |
| 1951 | The Prudential Family Playhouse | ? (S1E13)                                                   |
| 1963 | Ben Casey                       | Dede Blake (S3E16)                                          |
| 1963 | Alkonyzóna                      | Barbara "Bunny" Blake (S5E13)                               |
| 1964 | The Great Adventure             | Laura Drake (S1E13)                                         |
| 1964 | The Greatest Show on Earth      | Moira O'Kelley (S1E21)                                      |
| 1964 | The Alfred Hitchcock Hour       | Camilla (S2E32)                                             |

## Díjak és jelölések
| Cím              | Díj                                                 | Eredmény |
| ---------------- | --------------------------------------------------- | -------- |
| The Moon Is Blue | BAFTA-díj a legígéretesebb elsőfilmes főszereplőnek | Jelölve  |
| The Moon Is Blue | Oscar-díj a legjobb női főszereplőnek               | Jelölve  |